# Air-France-Raub
Der Air-France-Raub war ein 1967 von Mitgliedern der New Yorker Mafia auf dem John F. Kennedy International Airport in New York begangenes Verbrechen.
Es wurden dabei USD 420.000 in bar erbeutet (heute 3.408.086 USD wert). Von einer Reihe von Diebstählen auf dem JFK-Flughafen zu dieser Zeit war dies der größte.
Begangen wurde das Verbrechen von Henry Hill, Robert McMahon, Thomas DeSimone und Montague Montemurro. Geplant wurde die Tat von McMahon. Hill behauptet, dass es diese Tat war, die ihm Zugang zur Mafia und deren Vertrauen gesichert habe.

## Planung
Die Air France transportierte Bargeld in die USA, welches von US-Amerikanern in Südostasien gewechselt und ausgegeben worden war. Die Airline war vertraglich verpflichtet, das Geld zurück in die USA zu bringen, um es dem amerikanischen Geldmarkt wieder zur Verfügung zu stellen. Das Geld wurde üblicherweise in Geldsäcken transportiert, von denen jeder 60.000 USD enthielt. Air France transportierte so wöchentlich bis zu 1 Million USD. Das Geld wurde in einem Tresorraum aufbewahrt und rund um die Uhr bewacht.
Nach Robert McMahon, der für die Air-France-Frachtabteilung arbeitete, transportierte die Air France zu der Zeit gewöhnlich drei bis vier 60.000er-Säcke. McMahon berichtete Henry Hill, dass drei oder vier Mann mit Pistolen diese leicht stehlen könnten. Hill fasste daraufhin den Plan, in den Besitz des Schlüssels zu kommen, weil man so besser den Zeitpunkt des Zuschlagens bestimmen könnte. Kritischer Punkt war die Wache, die den Schlüssel permanent mit sich führte.
McMahon stellte dem Wächter ein Callgirl vor, mit dem dieser sich in das Jade East Motel zurückzog. Während der Wächter von dem Callgirl abgelenkt wurde, gelang es Hill, den Schlüssel an sich zu bringen und eine Kopie anzufertigen.

## Durchführung
McMahon bekam die Information, dass am Freitag, den 7. April eine Summe von 400.000 USD bis 700.000 USD angeliefert werde.
Man entschloss sich, um Mitternacht zuzugreifen, während der Wächter eine Essenspause einlegen würde.
Am Tag des Raubes fuhren Hill und DeSimone mit einem leeren Koffer zum Air France Cargoterminal am John F. Kennedy International Airport.
Um 23.40 Uhr betraten sie das Terminal. McMahon sagte, sie sollten das Terminal so betreten wie Leute, die verlorenes Gepäck suchten.
DeSimone und Hill betraten den Bereich unbehelligt, schlossen den Raum mit dem angefertigten Schlüssel auf und fanden mit Hilfe einer kleinen Taschenlampe sieben Geldsäcke. Sie packten das Geld in den Koffer und gingen. Es wurde kein Alarm ausgelöst, kein Schuss abgefeuert, es wurde niemand verletzt. Bis zum Montag blieb das Verschwinden des Geldes unbemerkt. Entdeckt wurde es erst, als ein Wells-Fargo-Truck ankam, um das Geld für die French American Banking Corporation abzuholen.
Henry Hill gab dem Capo der Lucchese-Familie Paul Vario etwas von dem Geld als Tributzahlung ab.

## Darstellung im Film
Der Raub wird in Martin Scorseses Erfolgsfilm GoodFellas – Drei Jahrzehnte in der Mafia (1990) dargestellt, der die Lebensgeschichte des Gangsters Henry Hill zum Thema hat.